# María Elvira Salazar

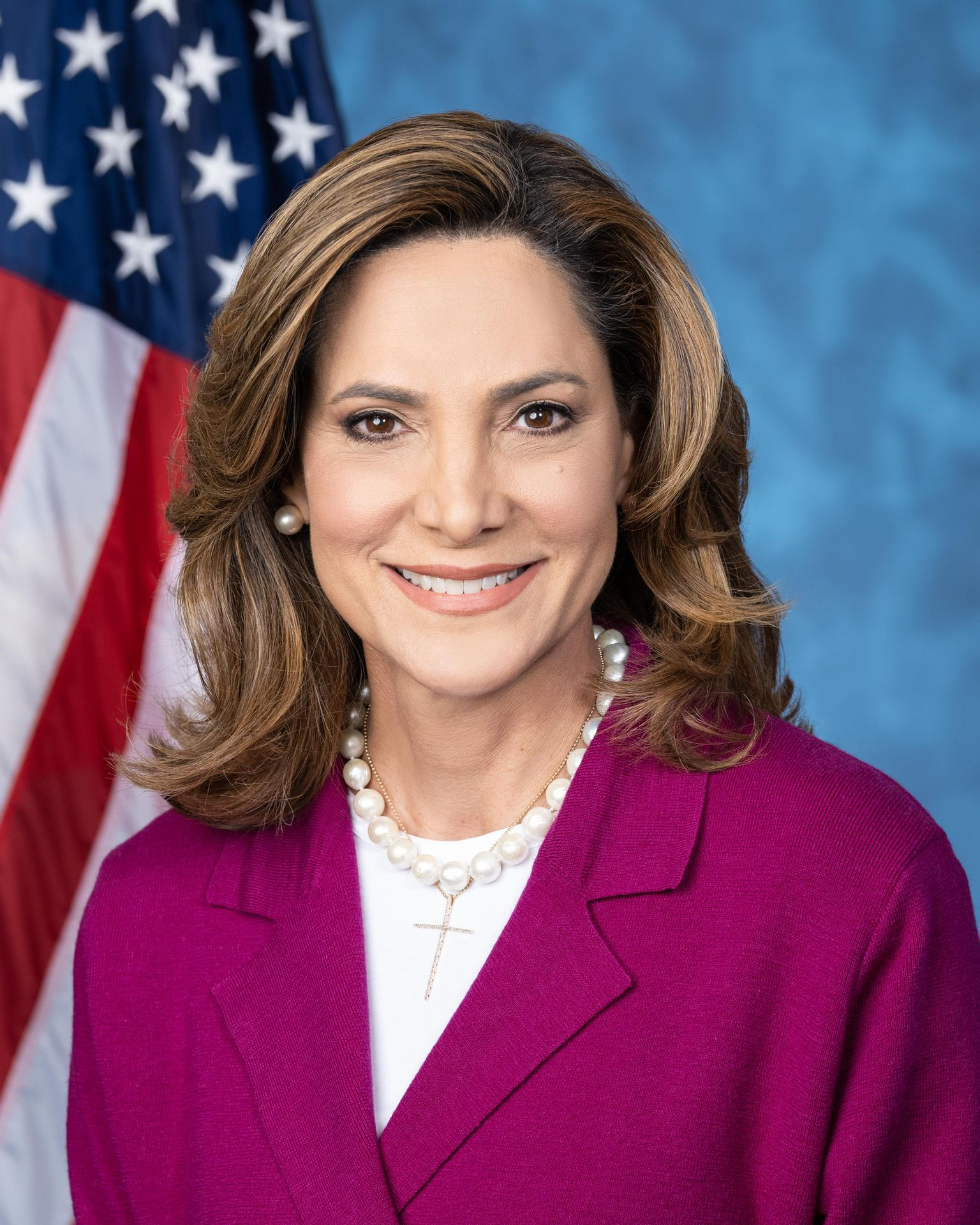
Maria Elvira Salazar (2020)

Maria Elvira Salazar (* 1. November 1961 in Miami, Miami-Dade County, Florida) ist eine US-amerikanische Fernsehmoderatorin und Politikerin der Republikanischen Partei. Seit Januar 2021 vertritt sie den 27. Distrikt (großer Teil des Südens von Miami) des Bundesstaats Florida im Repräsentantenhaus der Vereinigten Staaten.

## Familie, Ausbildung und Beruf
Maria Elvira Salazar ist Tochter kubanischer Flüchtlinge und wuchs in Little Havana in Miami auf. Sie besuchte die Deerborne School in Coral Gables. Sie erwarb 1983 einen Bachelor of Arts in Kommunikation an der Universität Miami und 1995 schließlich einen Master of Public Administration (Öffentliche Verwaltung) an der John F. Kennedy School of Government der Harvard University.
Salazar arbeitete über 30 Jahre bei verschiedenen spanischsprachigen Fernsehsendern in den USA, unter anderem CNN en Espagnol, Univision und Telemundo. Sie berichtete unter anderem als Auslandskorrespondentin über den Bürgerkrieg in El Salvador und hatte als News Anchor bei Telemundo eine eigene Nachrichtensendung „Mega TV“. Ihre Arbeit wurde mit mehreren Emmy Awards ausgezeichnet.
Salazar lebt mit ihren zwei Töchtern in Coral Gables.

## Politische Laufbahn
Salazar trat zuerst 2018 im 27. Kongresswahlbezirk bei den Wahlen zum Repräsentantenhaus an. Bei den republikanischen Vorwahlen erhielt sie 40,5 % der Stimmen und schnitt damit als Beste von neun Bewerbern ab. In den allgemeinen Wahlen unterlag sie jedoch der Demokratin Donna Shalala mit 45,8 zu 51,8 % der Stimmen.
Die Vorwahlen zur Wahl zum Repräsentantenhaus der Vereinigten Staaten 2020 entschied sie mit 79,1 % Stimmenanteil deutlich für sich. In der allgemeinen Wahl schlug sie Amtsinhaberin Shalala mit 51,4 zu 48,6 %. Ihre erste Amtszeit im US-Repräsentantenhaus begann am 3. Januar 2021.
Die Primary (Vorwahl) ihrer Partei für die Wahlen 2022 am 23. August gewann sie mit 80,7 %. Bei der allgemeinen Wahl trat sie am 8. November 2022 gegen Annette Taddeo von der Demokratischen Partei an. Sie erhielt 57,3 % der Stimmen.
Salazar erhielt bei der Kongresswahl 2024 gegen die Demokratin Lucia Baez-Geller 60,4 % der Stimmen und ist daher auch im Repräsentantenhaus des 119. Kongresses vertreten. Ihre aktuelle Legislaturperiode endet im Januar 2027.

### Ausschüsse
Sie ist aktuell Mitglied in folgenden Ausschüssen des Repräsentantenhauses:
- Committee von Financial Services
  - Capital Markets
  - Housing and Insurance
  - National Security, Illicit Finance, and International Financial Institutions
- Committee on Foreign Affairs
  - Africa
  - Western Hemisphere (Vorsitzende)